# Fordham (Norfolk)
Fordham is een civil parish in het bestuurlijke gebied King's Lynn en West Norfolk, in het Engelse graafschap Norfolk met 71 inwoners.